# NGC 2790
NGC 2790 ist eine Spiralgalaxie vom Hubble-Typ Sc im Sternbild Krebs auf der Ekliptik. Sie ist schätzungsweise 347 Millionen Lichtjahre von der Milchstraße entfernt.
Das Objekt wurde am 17. Februar 1865 von dem deutschen Astronomen Albert Marth entdeckt.